# Così si dice
Così si dice (2008) è un romanzo scritto da Francesco Abate.

## Trama
L'avventura con la giovane fidanzata di un piccolo criminale sardo costa a Rodolfo (Rudy) Saporito un pestaggio, le cui conseguenze sono drammatiche: undici anni in coma (perdendosi anche il cambio del millennio) e poi il risveglio, seguito da una difficile riabilitazione.
Rudy, da brillante e spregiudicato cronista di uno dei principali giornali isolani, è ridotto ad un mezzo relitto; sono passati undici anni dai suoi ultimi ricordi e se la vita isolana non è granché cambiata, la vita privata di Rudy è stravolta.
La fidanzata Angela lo ha reso padre accudendolo per anni, ma ormai si è rifatta una vita e sta per sposare un altro; Rudy con stupore considera le inspiegabili carriere degli ex colleghi ed i parabolici percorsi di vita di amici e parenti, mentre un badante moldavo lo aiuta al ritorno alla vita sociale.
Trasferito come aiuto redattore in Costa Smeralda nella speranza che muoia di noia o di stress, Rudy si lancia invece in un'inchiesta che scoperchia traffici ed intrighi riportandolo in auge.
Tra piccoli truffatori, grandi farabutti e tangibili "poteri occulti", il protagonista rivive episodi di “gattopardiana” memoria in un finale dove sopravvivono e vincono sempre i più forti.